# Obsession (álbum)
Obsession (Obsesión) es el cuarto disco de la carrera de Blue System. Es editado en 1990 bajo el sello BMG Ariola y producido por Dieter Bohlen. El álbum contiene 10 nuevos temas.

## Producción
Según las propias palabras de Dieter incluidas en la cubierta del álbum. El álbum comenzó a producirse en octubre del 1989. En julio del 1990 estaba por fin terminado. Fueron 10 meses de trabajo en 3 estudios distintos, en 3 ciudades distintas: Londres, Los Ángeles y Hamburgo.

## Lista de canciones
| #   | Título                                        | Tiempo |
| --- | --------------------------------------------- | ------ |
| 1.  | "Love Is Such A Lonely Sword" (Dieter Bohlen) | 4:10   |
| 2.  | "When Sarah Smiles" (Dieter Bohlen)           | 3:41   |
| 3.  | "Behind The Silence" (Dieter Bohlen)          | 3:32   |
| 4.  | "2000 Miles" (Dieter Bohlen)                  | 3:46   |
| 5.  | "Two Hearts Beat As One" (Dieter Bohlen)      | 3:48   |
| 6.  | "48 Hours" (Dieter Bohlen)                    | 3:54   |
| 7.  | "I'm Not That Kind Of Guy" (Dieter Bohlen)    | 3:27   |
| 8.  | " Try The Impossible" (Dieter Bohlen)         | 3:24   |
| 9.  | "Another Lonely Night" (Dieter Bohlen)        | 3:09   |
| 10. | "I'm The Pilot Of Your Love" (Dieter Bohlen)  | 3:21   |

## Posicionamiento
| Listas (1990)         | Máxima Posición |
| --------------------- | --------------- |
| Alemania albums chart | 14              |
| Austria albums chart  | 18              |

- Datos: Q3115626